# EHF-Pokal 1998/99
Am EHF-Pokal 1998/99 nahmen 31 Handball-Vereinsmannschaften teil, die sich in der vorangegangenen Saison in ihren Heimatligen für den Wettbewerb qualifiziert hatten. Der Titelverteidiger war THW Kiel. Es war die 18. Austragung des EHF-Pokals bzw. des IHF-Pokals. Die Pokalspiele begannen am 29. September 1998, das zweite Finalspiel fand am 18. April 1999 statt. Im Finale konnte sich SC Magdeburg gegen CBM Valladolid durchsetzen.

## Modus
Alle Runden inklusive des Finals wurden im K.-o.-System mit Hin- und Rückspiel durchgeführt. Der Wettbewerb startete mit den Sechzehntelfinale mit allerdings nur 15 Spielen. TBV Lemgo zog durch Freilos in das Achtelfinale ein.

## Sechzehntelfinals
|                            | Gesamt  |                        | Hinspiel | Rückspiel |
| -------------------------- | ------- | ---------------------- | -------- | --------- |
| Schachtar Akademiya Donezk | 40:40 * | HV Sittardia           | 18:18    | 22:22     |
| Team Esbjerg               | 66:42   | Anorthosis Famagusta   | 33:21    | 33:21     |
| Pallamano Trieste          | 54:44   | ŠKP Bratislava         | 33:26    | 21:18     |
| CBM Valladolid             | 66:52   | Śląsk Wrocław          | 39:24    | 27:28     |
| SC Magdeburg               | 56:37   | Steaua Bukarest        | 26:16    | 30:21     |
| RK Split                   | 63:41   | JR Klaipėda            | 30:20    | 33:21     |
| SKIF Krasnodar             | 48:54   | RK Zeleznicar 1949 Nis | 24:25    | 24:29     |
| HC Gračanica               | 47:52   | LUGI HF                | 25:24    | 22:28     |
| UHC Stockerau              | 46:51   | FC Porto               | 25:24    | 21:27     |
| Chambéry Savoie HB         | 52:44   | RK Prespa Resen        | 30:17    | 22:27     |
| HC Baník Karviná           | 54:33   | HB Dudelange           | 32:18    | 22:15     |
| A.S. Ionikos Athen         | 34:59   | Sandefjord TIF         | 18:29    | 16:30     |
| RK Slovenj Gradec          | 55:55 * | Beşiktaş Istanbul      | 32:25    | 23:30     |
| Arkatron Minsk             | 48:57   | Sporting Neerpelt      | 19:30    | 29:27     |
| Dunaferr SE                | 39:47   | TV Suhr                | 23:20    | 16:27     |

## Achtelfinals
|                    | Gesamt |                            | Hinspiel | Rückspiel |
| ------------------ | ------ | -------------------------- | -------- | --------- |
| Sporting Neerpelt  | 47:51  | Team Esbjerg               | 23:28    | 24:23     |
| FC Porto           | 42:50  | RK Split                   | 25:24    | 17:26     |
| Beşiktaş Istanbul  | 49:54  | RK Zeleznicar 1949 Nis     | 23:23    | 26:31     |
| TV Suhr            | 53:56  | CBM Valladolid             | 31:28    | 22:28     |
| Sandefjord TIF     | 47:44  | Pallamano Trieste          | 26:19    | 21:25     |
| Chambéry Savoie HB | 44:47  | SC Magdeburg               | 27:25    | 17:22     |
| HC Baník Karviná   | 47:45  | Schachtar Akademiya Donezk | 26:24    | 21:21     |
| LUGI HF            | 43:64  | TBV Lemgo                  | 23:28    | 20:36     |

## Viertelfinals
|                        | Gesamt |                | Hinspiel | Rückspiel |
| ---------------------- | ------ | -------------- | -------- | --------- |
| RK Zeleznicar 1949 Nis | 43:48  | TBV Lemgo      | 20:18    | 23:30     |
| SC Magdeburg           | 45:34  | RK Split       | 26:20    | 19:14     |
| HC Baník Karviná       | 61:68  | CBM Valladolid | 24:34    | 37:34     |
| Sandefjord TIF         | 50:46  | Team Esbjerg   | 26:24    | 24:22     |

## Halbfinals
|                | Gesamt |                | Hinspiel | Rückspiel |
| -------------- | ------ | -------------- | -------- | --------- |
| TBV Lemgo      | 42:44  | SC Magdeburg   | 23:22    | 19:22     |
| Sandefjord TIF | 43:48  | CBM Valladolid | 27:21    | 16:27     |

## Finale
Das Hinspiel in Valladolid fand am 11. April 1999 statt und das Rückspiel in Magdeburg am 18. April 1999.
|                | Gesamt |              | Hinspiel | Rückspiel |
| -------------- | ------ | ------------ | -------- | --------- |
| CBM Valladolid | 47:54  | SC Magdeburg | 25:21    | 22:33     |